# حميان (إب)

تعديل مصدري - تعديل

حميان محلة تابعة لقرية ذي حبيش، التابعة لعزلة ثواب اعلى بمديرية إب إحدى مديريات محافظة إب في الجمهورية اليمنية.، بلغ تعداد سكانها 185 حسب تعداد اليمن لعام 2004.